# Ejido Callejón de Tamazula
Ejido Callejón de Tamazula är en ort i Mexiko.   Den ligger i kommunen Guasave och delstaten Sinaloa, i den västra delen av landet, 1 200 km nordväst om huvudstaden Mexico City. Ejido Callejón de Tamazula ligger 5 meter över havet och antalet invånare är 288.
Terrängen runt Ejido Callejón de Tamazula är mycket platt. Runt Ejido Callejón de Tamazula är det ganska tätbefolkat, med 100 invånare per kvadratkilometer. Närmaste större samhälle är Leyva Solano, 15,6 km norr om Ejido Callejón de Tamazula. Omgivningarna runt Ejido Callejón de Tamazula är i huvudsak ett öppet busklandskap.